# Asynarchus rossi
Asynarchus rossi là một loài Trichoptera trong họ Limnephilidae. Chúng phân bố ở miền Tân bắc.